# دومينيك كولينز
دومينيك كولينز (بالإنجليزية: Dominic Collins)‏ هو سباح أسترالي، ولد في 10 أبريل 1977 في سيدني في أستراليا.